# Virgil Chapman
Virgil Chapman (Middleton, 1895. március 15. – Bethesda, 1951. március 8.) az Amerikai Egyesült Államok szenátora (Kentucky, 1949–1951).